# Cyanistes teneriffae
El herrerillo canario o herrerillo africano (Cyanistes teneriffae) es una especie de ave paseriforme de la familia Paridae propia del norte de África y las islas Canarias.

## Descripción
Ave de unos 12 cm de longitud con plumaje llamativo, con la cabeza blanca rodeada por una banda azul negruzca y con una mancha azul en la coronilla; partes superiores azuladas, al igual que sus patas, y partes inferiores amarillas, con una línea negra longitudinal entre las patas. Los jóvenes tienen las mejillas amarillas y el plumaje más pardusco.

## Comportamiento

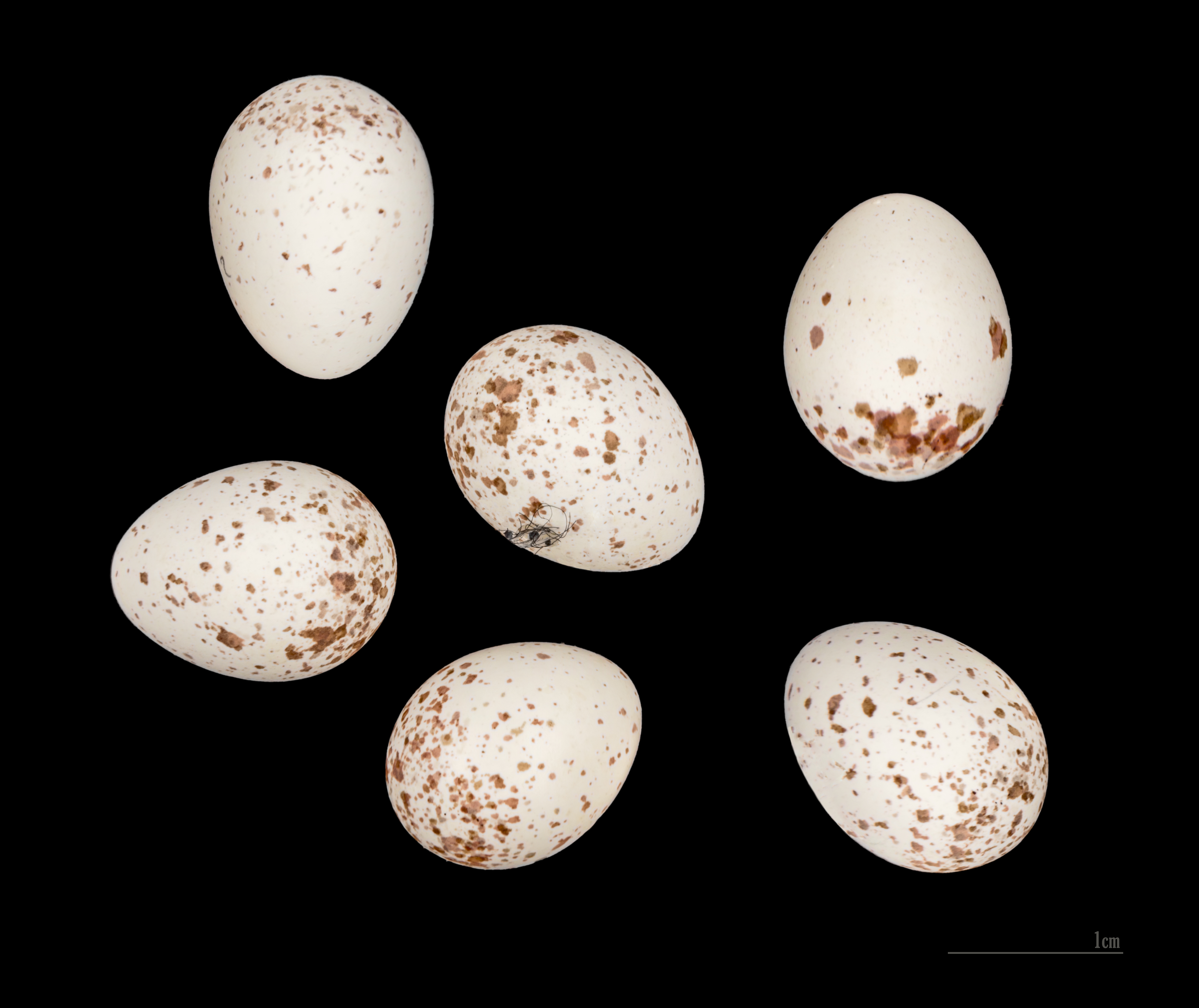
Cyanistes teneriffae

Nidifica de marzo a julio en orificios de paredes de barrancos, rocas o árboles. En dichos nidos suele poner de 2 a 3 huevos. Es un ave de costumbres muy inquietas y, a la hora de alimentarse, adopta posturas acrobáticas.

## Distribución geográfica
Especie endémica de las islas Canarias y del noroeste de África.

### Hábitat
Zonas arboladas en África y en Canarias depende de la subespecie, los de Lanzarote y Fuerteventura habitan entre tarajales, un piso basal muy desarrollado y en reductos de bosque termófilo, en las demás islas prefieren vivir en los pinares de pino canario y en la laurisilva.

## Subespecies
Se reconocen las siguientes subespecies:
- Cyanistes teneriffae cyrenaicae, Libia.
- Cyanistes teneriffae degener, Islas Canarias (Fuerteventura y Lanzarote).
- Cyanistes teneriffae hedwigae, Islas Canarias (Gran Canaria).
- Cyanistes teneriffae ombriosus, Islas Canarias (El Hierro).
- Cyanistes teneriffae palmensis, Islas Canarias (La Palma).
- Cyanistes teneriffae teneriffae, Islas Canarias (La Gomera, Tenerife y Gran Canaria).
- Cyanistes teneriffae ultramarinus, noroeste de África (incluida la ciudad autónoma de Ceuta).